# الدبه
اد دابا در عربستان سعودی است که در استان مکه واقع شده‌است.